# Jim McKenny
James Claude McKenny, dit Jim McKenny, (né le 1er décembre 1946 à Ottawa, dans la province de l'Ontario au Canada) est un joueur professionnel de hockey sur glace au poste de défenseur et actuel commentateur sportif à CityTV de Toronto. Il fut choisi par les Maple Leafs de Toronto au 3e tour du repêchage amateur de la LNH 1963, 17e au total, des Marlboros de Toronto. Il joua dans la Ligue nationale de hockey pour les Leafs et les North Stars du Minnesota,.